# Badminton-Afrikameisterschaft 2011
Die Badminton-Afrikameisterschaft 2011 war die 17. Auflage der Titelkämpfe im Badminton auf dem afrikanischen Kontinent. Sie fand vom 4. bis 12. Mai 2011 im Salle Couverte Zerktouni, Marrakesch statt.

## Medaillengewinner
| Disziplin    | Gold | Silber | Bronze |
| ------------ | --- | --- | --- |
| Herreneinzel | Jinkan Ifraimu | Ola Fagbemi | Edwin Ekiring |
| Herreneinzel | Jinkan Ifraimu | Ola Fagbemi | Willem Viljoen |
| Dameneinzel  | Stacey Doubell | Kerry-Lee Harrington | Susan Ideh |
| Dameneinzel  | Stacey Doubell | Kerry-Lee Harrington | Grace Gabriel |
| Herrendoppel | Dorian James Willem Viljoen | Jinkan Ifraimu Ola Fagbemi | Joseph Abah Eneojo Victor Makanju |
| Herrendoppel | Dorian James Willem Viljoen | Jinkan Ifraimu Ola Fagbemi | Abdelrahman Kashkal Ali Ahmed El Khateeb                                                                                               |
| Damendoppel  | Annari Viljoen Michelle Edwards                                                                                                  | Susan Ideh Maria Braimoh | Karen Foo Kune Kate Foo Kune |
| Damendoppel  | Annari Viljoen Michelle Edwards                                                                                                  | Susan Ideh Maria Braimoh | Hadia Hosny Dina Nagy |
| Mixed        | Willem Viljoen Annari Viljoen | Dorian James Michelle Edwards | Ibrahim Adamu Grace Daniel |
| Mixed        | Willem Viljoen Annari Viljoen | Dorian James Michelle Edwards | Joseph Abah Eneojo Grace Gabriel |
| Team         | Südafrika Dorian James Jacob Maliekal Willem Viljoen Annari Viljoen Kerry-Lee Harrington Michelle Butler-Emmett Michelle Edwards | Nigeria Joseph Abah Eneojo Ibrahim Adamu Jinkan Ifraimu Ola Fagbemi Victor Makanju Fatima Azeez Maria Braimoh Grace Daniel Grace Gabriel Susan Ideh | Mauritius Christopher Paul Deeneshsing Baboolall Daveen Pachee Yoni Louison Karen Foo Kune Kate Foo Kune Shama Aboobakar Yeldi Louison |
| Team         | Südafrika Dorian James Jacob Maliekal Willem Viljoen Annari Viljoen Kerry-Lee Harrington Michelle Butler-Emmett Michelle Edwards | Nigeria Joseph Abah Eneojo Ibrahim Adamu Jinkan Ifraimu Ola Fagbemi Victor Makanju Fatima Azeez Maria Braimoh Grace Daniel Grace Gabriel Susan Ideh | Ägypten Abdelrahman Kashkal Ahmed Salah Ali Ahmed El Khateeb Mahmoud Elsayad Alaa Youssef Dina Nagy Hadia Hosny                        |

## Herreneinzel
- Adel Hamek -  Boumekrane M: 15-21 / 21-19 / 21-16
- Ahmed Salah -  Hicham Erraji: 21-8 / 21-15
- Bikoumou Jonathan -  Ghali El Baroudi: 21-13 / 21-9
- Yoni Dany Louison –  Nourine Salim: 21-17 / 13-21 / 21-18
- Denneshsing Baboolall –  Brian Ssunna: 21-18 / 21-16
- Kervin Ghislain –  Yacoub Benadda: 24-22 / 19-21 / 21-16
- Mmoloki Motchala –  Sanat Michael Souriya Mouanda: 21-11 / 21-15
- Victor Makanju –  Godwin Mathumo: 21-10 / 21-10
- Mohamed Abderrahime Belarbi –  Andries Malan: 21-18 / 21-10
- Jacob Maliekal –  Georgie Cupidon: 21-10 / 18-21 / 21-17
- Abdelrahman Kashkal –  Adel Hamek: 20-22 / 21-15 / 21-11
- Jinkan Ifraimu –  Najmeddine Sahbani: 20-22 / 21-16 / 21-16
- Ahmed Salah –  Daveen Pachee: 21-19 / 21-13
- Edwin Ekiring –  Gaone Tawana: 21-17 / 21-15
- Nicholas Jumaye –  Bikoumou Jonathan: 21-13 / 21-11
- Mahmoud Elsayad –  Mohamed Mahmoud Djitli: 21-6 / 21-9
- Yoni Dany Louison –  Jonathan Pande Raja Sinaga: 21-12 / 21-10
- Denneshsing Baboolall –  Kervin Ghislain: 21-7 / 21-12
- Joseph Abah Eneojo -  Elkaadery Zakaria: 21-10 / 21-4
- Orideetse Thela –  Mmoloki Motchala: 21-19 / 21-13
- Willem Viljoen –  Pitchou I: 21-5 / 21-12
- Victor Makanju –  Rosmeri Ramirez Sanchez: 21-11 / 21-8
- Ali Ahmed El Khateeb –  Mbongo Dimitri: 21-8 / 21-8
- Mohamed Abderrahime Belarbi –  Christopher Paul: 21-18 / 25-23
- Ola Fagbemi –  Steve Malcouzane: 21-17 / 21-8
- Jacob Maliekal –  Abdelrahman Kashkal: 21-8 / 18-21 / 21-12
- Jinkan Ifraimu –  Ahmed Salah: 22-20 / 14-21 / 22-20
- Edwin Ekiring –  Nicholas Jumaye: 21-12 / 21-11
- Mahmoud Elsayad –  Yoni Dany Louison: 21-10 / 21-19
- Joseph Abah Eneojo –  Denneshsing Baboolall: 21-8 / 21-17
- Willem Viljoen –  Orideetse Thela: 21-13 / 21-12
- Ali Ahmed El Khateeb –  Victor Makanju: 21-16 / 21-18
- Ola Fagbemi –  Mohamed Abderrahime Belarbi: 21-18 / 21-23 / 21-16
- Jinkan Ifraimu –  Jacob Maliekal: 21-19 / 21-12
- Edwin Ekiring –  Mahmoud Elsayad: 21-17 / 21-17
- Willem Viljoen –  Joseph Abah Eneojo: 21-17 / 25-23
- Ola Fagbemi –  Ali Ahmed El Khateeb: 21-14 / 21-14
- Jinkan Ifraimu –  Edwin Ekiring: 21-19 / 22-20
- Ola Fagbemi –  Willem Viljoen: 21-14 / 21-17
- Jinkan Ifraimu –  Ola Fagbemi: 16-21 / 21-19 / 21-18

## Dameneinzel
- Susan Ideh -  Rajae Rochdy: 21-7 / 21-16
- Baya Nesrine –  Maria Mohambi: 12-21 / 21-17 / 21-15
- Yeldi Louison –  Alaa Youssef: 12-21 / 21-9 / 21-19
- Shamim Bangi –  Shirley Etienne: 21-18 / 21-10
- Stacey Doubell -  Azeez Fatima: 21-16 / 21-16
- Kate Foo Kune –  Botho Makubate: 21-4 / 21-5
- Michelle Butler-Emmett –  Alisen Camille: 21-19 / 21-16
- Dina Nagy -  Harrag N.: 21-6 / 21-7
- Shama Aboobakar –  Brahmii F.Z.: 17-21 / 21-3 / 21-15
- Kerry-Lee Harrington -  Sara Elmernissi: 21-10 / 21-19
- Maria Braimoh –  Cynthia Course: 21-17 / 11-21 / 21-17
- Hadia Hosny –  Margaret Nankabirwa: 21-14 / 21-5
- Elme de Villiers –  Leungo Tshweneetsile: 21-13 / 21-7
- Grace Gabriel –  Jessy Mancienne: 21-9 / 21-10
- Menna Eltanany -  Ghita Charouite: 20-22 / 21-15 / 21-17
- Karen Foo Kune –  Cherifi Hakima: 21-6 / 21-16
- Susan Ideh –  Baya Nesrine: 21-7 / 21-11
- Yeldi Louison –  Shamim Bangi: 21-15 / 21-16
- Stacey Doubell –  Kate Foo Kune: 21-14 / 21-14
- Dina Nagy –  Michelle Butler-Emmett: 21-14 / 18-21 / 21-10
- Kerry-Lee Harrington –  Shama Aboobakar: 21-12 / 11-7 Ret.
- Hadia Hosny –  Maria Braimoh: 21-10 / 21-23 / 21-18
- Grace Gabriel –  Elme de Villiers: 21-14 / 21-14
- Karen Foo Kune –  Menna Eltanany: 22-20 / 21-17
- Susan Ideh –  Yeldi Louison: 21-10 / 21-10
- Stacey Doubell –  Dina Nagy: 21-11 / 21-19
- Kerry-Lee Harrington –  Hadia Hosny: 12-21 / 21-18 / 21-14
- Grace Gabriel –  Karen Foo Kune: 21-16 / 21-15
- Stacey Doubell –  Susan Ideh: 17-21 / 21-18 / 21-13
- Kerry-Lee Harrington –  Grace Gabriel: 21-18 / 21-15
- Stacey Doubell –  Kerry-Lee Harrington: 21-18 / 21-16

## Herrendoppel
- Mbongo Dimitri /  Bikoumou Jonathan –  Mmoloki Motchala /  Gaone Tawana: 21-13 / 21-9
- Mohamed Mahmoud Djitli /  Nourine Salim –  Pitchou I. /  Sanat Michael Souriya Mouanda: 21-13 / 21-15
- Dorian James /  Willem Viljoen –  Ahmed Salah /  Mahmoud Elsayad: 21-15 / 21-12
- Georgie Cupidon /  Steve Malcouzane –  Mohamed Mahmoud Djitli /  Nourine Salim: 21-10 / 21-9
- Joseph Abah Eneojo /  Victor Makanju –  Mbongo Dimitri /  Bikoumou Jonathan: 21-12 / 21-11
- Denneshsing Baboolall /  Yoni Dany Louison -  Boumekrane M. /  Elkaadery Zakaria: 21-11 / 21-14
- Andries Malan /  James Hilton McManus –  Christopher Paul /  Daveen Pachee: 19-21 / 21-16 / 21-17
- Ali Ahmed El Khateeb /  Abdelrahman Kashkal –  Godwin Mathumo /  Orideetse Thela: 21-11 / 21-14
- Kervin Ghislain /  Nicholas Jumaye -  Ghali El Baroudi /  Hicham Erraji: 21-13 / 21-10
- Ola Fagbemi /  Jinkan Ifraimu –  Mohamed Abderrahime Belarbi /  Adel Hamek: 21-16 / 21-14
- Dorian James /  Willem Viljoen –  Georgie Cupidon /  Steve Malcouzane: 21-18 / 21-15
- Joseph Abah Eneojo /  Victor Makanju –  Denneshsing Baboolall /  Yoni Dany Louison: 24-22 / 21-17
- Ali Ahmed El Khateeb /  Abdelrahman Kashkal –  Andries Malan /  James Hilton McManus: 10-21 / 21-17 / 25-23
- Ola Fagbemi /  Jinkan Ifraimu –  Kervin Ghislain /  Nicholas Jumaye: 21-10 / 21-19
- Dorian James /  Willem Viljoen –  Joseph Abah Eneojo /  Victor Makanju: 21-15 / 21-9
- Ola Fagbemi /  Jinkan Ifraimu –  Ali Ahmed El Khateeb /  Abdelrahman Kashkal: 21-9 / 21-19
- Dorian James /  Willem Viljoen –  Ola Fagbemi /  Jinkan Ifraimu: 21-18 / 21-14

## Damendoppel
- Azeez Fatima /  Grace Gabriel –  Cherifi Hakima /  Baya Nesrine: 21-10 / 21-14
- Kate Foo Kune /  Karen Foo Kune –  Shamim Bangi /  Margaret Nankabirwa: 19-21 / 23-21 / 21-15
- Alaa Youssef /  Menna Eltanany –  Alisen Camille /  Cynthia Course: 21-13 / 21-15
- Jessy Mancienne /  Shirley Etienne -  [[Ghita Charouite /  Sara Elmernissi: 21-13 / 21-15
- Susan Ideh /  Maria Braimoh –  Michelle Butler-Emmett /  Stacey Doubell: 21-17 / 21-12
- Shama Aboobakar /  Yeldi Louison –  Elme de Villiers /  Jennifer Van Den Berg: 22-20 / 21-18
- Hadia Hosny /  Dina Nagy –  Botho Makubate /  Leungo Tshweneetsile: 21-14 / 21-13
- Michelle Edwards /  Annari Viljoen - Azeez Fatima]] /  Grace Gabriel: 21-9 / 15-21 / 21-7
- Kate Foo Kune /  Karen Foo Kune –  Alaa Youssef /  Menna Eltanany: 21-18 / 21-8
- Susan Ideh /  Maria Braimoh –  Jessy Mancienne /  Shirley Etienne: 21-14 / 21-19
- Hadia Hosny /  Dina Nagy –  Shama Aboobakar /  Yeldi Louison: 21-0 / 21-0
- Michelle Edwards /  Annari Viljoen –  Kate Foo Kune /  Karen Foo Kune: 19-21 / 21-9 / 21-8
- Susan Ideh /  Maria Braimoh –  Hadia Hosny /  Dina Nagy: 21-19 / 21-18
- Michelle Edwards /  Annari Viljoen –  Susan Ideh /  Maria Braimoh: 21-9 / 21-16

## Mixed
- Abdelrahman Kashkal /  Hadia Hosny -  Boumekrane M. /  Rajae Rochdy: 21-13 / 22-20
- Daveen Pachee /  Karen Foo Kune –  Yacoub Benadda /  Brahmii F. Z.: 21-13 / 21-16
- Andries Malan /  Jennifer Van Den Berg –  Godwin Mathumo /  Maria Mohambi: 21-8 / 21-9
- Ibrahim Adamu /  Grace Daniel –  Christopher Paul /  Kate Foo Kune: 21-15 / 21-16
- Steve Malcouzane /  Cynthia Course -  Ghali El Baroudi /  Ghita Charouite: 21-12 / 21-11
- Mahmoud Elsayad /  Menna Eltanany –  James Hilton McManus /  Elme de Villiers: 21-18 / 15-21 / 21-19
- Joseph Abah Eneojo /  Grace Gabriel –  Jonathan Pande Raja Sinaga /  Shirley Etienne: 21-13 / 21-17
- Ahmed Salah /  Alaa Youssef -  Elkaadery Zakaria / Harrag N.: 21-8 / 21-19
- Willem Viljoen /  Annari Viljoen –  Nicholas Jumaye /  Jessy Mancienne: 21-4 / 21-10
- Georgie Cupidon /  Alisen Camille –  Orideetse Thela /  Botho Makubate: 21-14 / 21-9
- Dorian James /  Michelle Edwards –  Abdelrahman Kashkal /  Hadia Hosny: 21-12 / 21-13
- Gaone Tawana /  Leungo Tshweneetsile –  Daveen Pachee /  Karen Foo Kune: 21-16 / 18-21 / 21-19
- Andries Malan /  Jennifer Van Den Berg –  Ali Ahmed El Khateeb /  Dina Nagy: 21-9 / 21-14
- Ibrahim Adamu /  Grace Daniel –  Steve Malcouzane /  Cynthia Course: 21-11 / 21-12
- Joseph Abah Eneojo /  Grace Gabriel –  Mahmoud Elsayad /  Menna Eltanany: 21-10 / 21-9
- Yoni Dany Louison /  Yeldi Louison –  Ahmed Salah /  Alaa Youssef: 21-18 / 24-22
- Ola Fagbemi /  Susan Ideh –  Georgie Cupidon /  Alisen Camille: 21-10 / 21-17
- Willem Viljoen /  Annari Viljoen –  Denneshsing Baboolall /  Shama Aboobakar: w.o.
- Dorian James /  Michelle Edwards –  Gaone Tawana /  Leungo Tshweneetsile: 21-3 / 21-10
- Ibrahim Adamu /  Grace Daniel –  Andries Malan /  Jennifer Van Den Berg: 19-21 / 21-12 / 21-14
- Joseph Abah Eneojo /  Grace Gabriel –  Yoni Dany Louison /  Yeldi Louison: 21-13 / 21-15
- Willem Viljoen /  Annari Viljoen –  Ola Fagbemi /  Susan Ideh: 21-8 / 21-12
- Dorian James /  Michelle Edwards –  Ibrahim Adamu /  Grace Daniel: 21-15 / 21-16
- Willem Viljoen /  Annari Viljoen –  Joseph Abah Eneojo /  Grace Gabriel: 21-13 / 21-8
- Willem Viljoen /  Annari Viljoen –  Dorian James /  Michelle Edwards: 21-13 / 21-12